# Mineral City (West Virginia)
Mineral City ist eine Unincorporierte Community im Logan County, West Virginia in den Vereinigten Staaten. Mineral City liegt zwischen Davin und Claypool im Tal des Huff Creek an der West Virginia Route 10 rund 5 km östlich von Man.